# Vincent Ogé
Vincent Ogé (Dondon, 1755 – Cap-Français, 25 febbraio 1791) è stato un mercante e attivista francese.

## Biografia

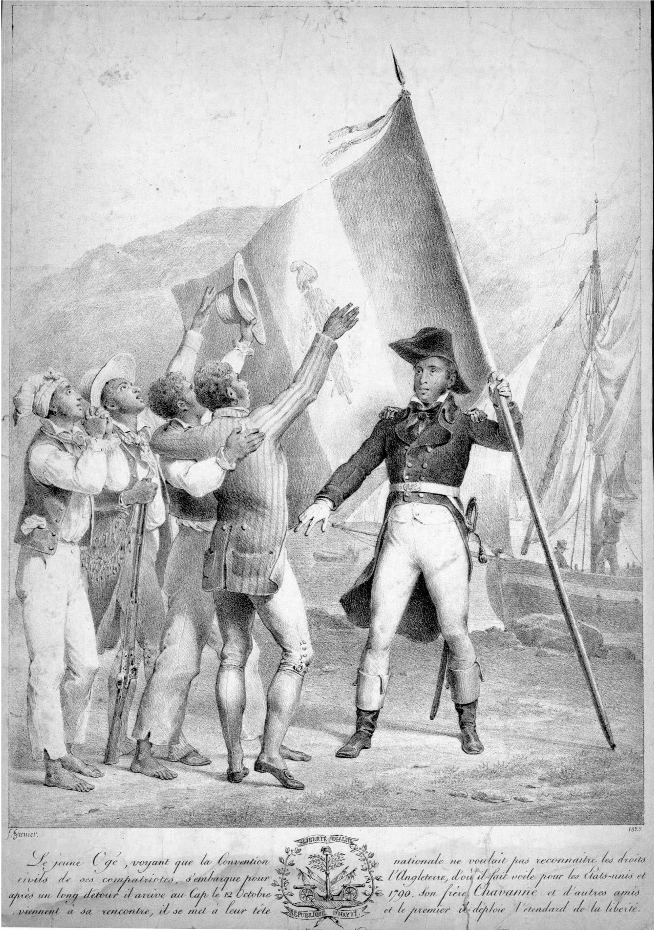
Jean-Baptiste Chavannes dà il benvenuto a Vincent Ogé al suo arrivo nella colonia francese di Saint-Domingue.

Uomo libero di colore nato da un colono ed una schiava, studiò a Parigi. Una volta rientrato nella natia Saint-Domingue divenne un affermato commerciante di Cap-Français, emergendo in una società profondamente segregazionista e schiavista. Essendo in Francia al momento degli eventi rivoluzionari del 1789, Ogé si affiliò alla Società dei coloni americani. In seguito all'emanazione dei decreti dell'Assemblea nazionale del marzo 1790, si fece portabandiera della battaglia per il riconoscimento dell'uguaglianza dei liberi di colore e dei mulatti a fronte delle autorità coloniali di Saint-Domingue. Rientrato segretamente nella sua terra natia con armi e munizioni lanciò un appello agli uomini liberi di colore e ai mulatti affinché insorgessero. Alla chiamata di Ogé risposero però solamente circa trecento uomini che inscenarono una rivolta nelle montagne del nord nell'ottobre 1790.
Rapidamente sconfitto dalle truppe francesi, nel gennaio successivo fu costretto a riparare con pochi seguaci nella limitrofa colonia spagnola di Santo Domingo. Consegnato ai francesi dalle autorità spagnole, Ogé ed i suoi complici vennero sommariamente processati a Cap-Français nel febbraio 1791. Assieme al suo vice Jean-Baptiste Chavennes fu torturato con il supplizio della ruota nella piazza della città. Una ventina di suoi fiancheggiatori vennero impiccati.
La morte di Ogé suscitò sdegno nella Parigi rivoluzionaria e costrinse la Costituente a prendere in mano la questione dei diritti politici da riconoscere a quanti non fossero bianchi.